# Petar Bogdan

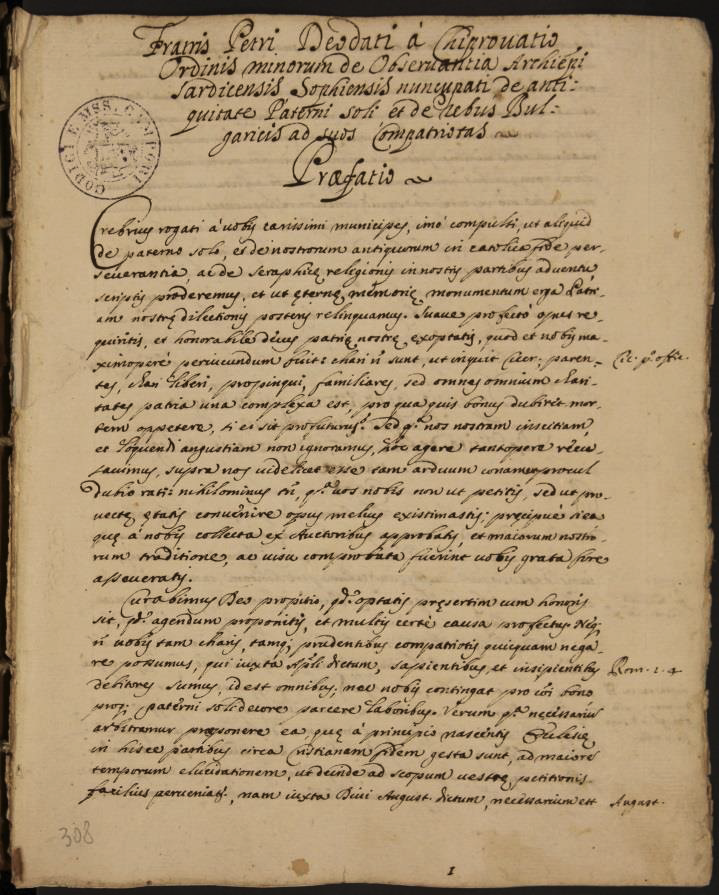
Prima pagină a istoriei Bulgariei (manuscris)

Petru Bogdan (n. 1601, Ciprovți, Imperiul Otoman – d. 1674, Ciprovți, Imperiul Otoman) a fost un călugăr franciscan bulgar, vicar apostolic pentru Țara Românească și Moldova, apoi, începând cu 1642, primul arhiepiscop romano-catolic de Sofia. Bogdan a fost un poliglot renumit, vorbind bulgara, româna, latina, italiana, greaca, croata, sârba, rusa și turca. El a scris prima istorie a Bulgariei, lucrare intitulată De antiquitate Paterni soli et de rebus Bulgaricis⁠(en)[traduceți].

## Călătorii diplomatice
Împreună cu episcopul Petar Parchevich⁠(en)[traduceți], care era inițiatorul mișcării de eliberare de sub ocupația otomană cunoscută drept Răscoala de la Ciprovăț⁠(en)[traduceți], a căutat sprijin internațional pentru demersul respectiv. În anul 1644 a fost primit de voievodul muntean Matei Basarab în capitala acestuia, Târgoviște. Alte călătorii diplomatice au fost întreprinse la regii Uniunii polono-lituaniene Sigismund al III-lea Vasa și Vladislav al IV-lea Vasa, precum și la împăratul Ferdinand al II-lea. La sfârșitul anului 1649 era din nou la Târgoviște, împreună cu principele de Ciprovăț, Francesco Markanic.
În anul 1650 s-a reîntâlnit cu episcopul Parchevich la Ancona, în Italia.

## Scrieri
- 1667: De antiquitate Patrerni soli, et de rebus Bulgaricis (prima istorie a Bulgariei)